# 김용성 (소설가)
김용성(金容誠, 1940년 11월 22일 ~ 2011년 4월 28일)은 대한민국의 소설가이다. 종교는 천주교이며, 세례명은 그레고리오다.

## 생애
일본 고베에서 출생하였으며, 1964년 경희대학교 영문과를 졸업하였다. 1983년 경희대학교 대학원 국어국문학석사 학위를, 1987년 동 대학교 대학원에서 국어국문학박사 학위를 취득하였다. 1961년 장편 《잃은 자와 찾은 자》가 《한국일보》 장편소설에 당선되어 등단하였고, 《한국일보》 기자를 역임하였다. 주요 작품으로 《홰나무 소리》,《리빠똥 장군》,《내일 또 내일》,《화려한 외출》,《오계의 나무들》,《떠도는 우상》 등이 있다. 메커니즘적 현실에 대해 예리한 비판 의식에서 새로운 역사적 인식으로의 작가의식을 보여주었다.

## 수상
- 1984년 현대문학상
- 1986년 동서문학상
- 1991년 대한민국문학상
- 2004년 제7회 김동리문학상
- 2006년 부총리 겸 교육인적자원부장관표창